# Viridómaro
Viridómaro (en latín, Viridomarus) es un nombre que llevaron numerosos jefes galos en la Antigüedad, siendo el más célebre un heduo de la época de César.

## Viridómaro el heduo
Viridómaro fue un jefe galo del pueblo de los heduos que participó en la insurrección contra César en el año 52 a. C. Resulta conocido por los Comentarios a la guerra de las Galias de Julio César. En época de César era como su conciudadano Eporédorix, un joven (adulescens). Tenía gran prestigio. Sus orígenes eran humildes y debía su ascenso a César, por recomendación de Diviciaco. Nuevo en las más altas dignidades, sin duda uno de los magistrados heduos, se implicó intensamente en los conflictos políticos que perturbaban a los heduos. Así, se implicó fuertemente en el conflicto oponiendo a Coto y Convictolitave, tomando posiciones opuestas a las de Eporédorix.
En el sitio de Gergovia, el heduo Litavico le dio muerte y expandió el rumor de su ejecución por los romanos a fin de obtener la defección de los caballeros heduos que debían apoyar a César. Gracias a Eporédorix César pudo descubrir la superchería. La fidelidad de Viridómaro al jefe romano no duró más: tras la derrota de César ante Gergovia, Viridómaro y Eporédorix hicieron su defección. Dejando las tropas de César para ir a intentar restablecer la situación en el país heduo, cambian de bando una vez llegado a Novioduno y pasan al lado de Vercingétorix. Masacran entonces la pequeña guarnición de Novioduno (a menudo identificado con Nevers) y a los comerciantes romanos que se encontraban allí, se dividen las riquezas de la ciudad antes de incendiar lo que no pueden conservar y que no desean dejar provisiones a César. Aumentando las tropas, siguen la política de la tierra quemada destinada a derrotar al ejército cesariano.
César atribuye no obstante sus acciones más a la ambición personal que a una adhesión sincera a Vercingétorix: albergando altas ambiciones, no se habrían supeditado más que en contra de su corazón a la autoridad del jefe arverno: su ciudad, parecía auténticamente que iba a perder el primer rango que César le había dado.
Después del principio del sitio de Alesia, Viridómaro fue elegido por la asamblea de los jefes galos rebeldes para dirigir el ejército de ayuda con Comio el atrebate, Vercasivelono un arverno y el heduo Eporédorix. Se encuentran entonces, según César, a la cabeza de 8.000 jinetes y 240.000 soldados de infantería reunidos en territorio heduo. Este ejército de socorro estaba destinado a romper el asedio, pero no lo consigue. Se pierde a continuación el rastro del personaje.

## Viridómaro elGaesatae
Viridómaro (m. 222 a. C.), o Britómaro o Britomarto o Virdumaro fue el jefe de los Gaesatae y de los ínsubros que fue vencido por Marco Claudio Marcelo. Guio un ejército contra el de los romanos en la batalla de Clastidio. Los romanos ganaron la batalla, y en el proceso, Marco Claudio Marcelo, el líder romano, logró los spolia opima matando a Viridómaro en combate singular.